# Alfred Gottschalk (Politiker)
Alfred Gottschalk (* 15. Januar 1863 in Königsberg; † 1. September 1942 ebenda) war ein deutscher Armenarzt und sozialdemokratischer Politiker.

## Leben
Gottschalk trat als junger Medizinstudent in die Königsberger SPD ein und war später als Armenarzt tätig. Ein Gruppenfoto des Parteivorstands Ostpreußen Anfang des 20. Jahrhunderts zeigt ihn mit Hugo Haase, Otto Braun, Adolf Hofer und Arthur Crispien. Er war mit Hugo Haase eng befreundet. Als Parteivorsitzender der Königsberger SPD folgte er mit einer Mehrheit der Königsberger Genossen Haase 1917 in die USPD. Nach der Spaltung der USPD schloss er sich wieder der SPD an und war Vorsitzender der Königsberger SPD und Fraktionsvorsitzender im Stadtrat.
Zu seinem 70. Geburtstag wurde er in der Königsberger Volkszeitung gewürdigt. Wenige Wochen danach wurde Gottschalk von den Nationalsozialisten mit Schlägen aus dem Stadtparlament getrieben, einige Zeit in Fort Quednau interniert, danach diskriminiert, drangsaliert, aus seiner Wohnung vertrieben. Das Berufsverbot für jüdische Ärzte traf auch ihn. Am 1. September 1942 starb er im Krankenhaus der Barmherzigkeit in Königsberg, kurz vor der für ihn beschlossenen Deportation nach Theresienstadt.